# Châtenois (Adelsgeschlecht)

Wappen von Lothringen

Châtenois (auch Haus Elsass) ist die Bezeichnung für die Familie der Herzöge von (Ober-)Lothringen von 1048 bis 1452.

## Geschichte
Sie stammen in direkter (d. h. männlicher) Linie von den Matfrieden ab, eine ihrer Nebenlinien war die Familie der Grafen von Vaudémont, die das Herzogtum – nach dem kurzen Zwischenspiel durch das Haus Anjou – durch Erbschaft 1473 zurückerhielt (siehe auch Stammliste des Hauses Vaudémont).
Das Haus Châtenois ist somit ein Zwischenglied einer der ältesten dokumentierten und heute noch bestehenden Familien Europas, deren Bezeichnung seit der Mitte des 18. Jahrhunderts Habsburg-Lothringen ist.
Die Stammburg stand in Châtenois (Vosges).

## Stammliste (Auszug)

### Adalbert bis Friedrich I.

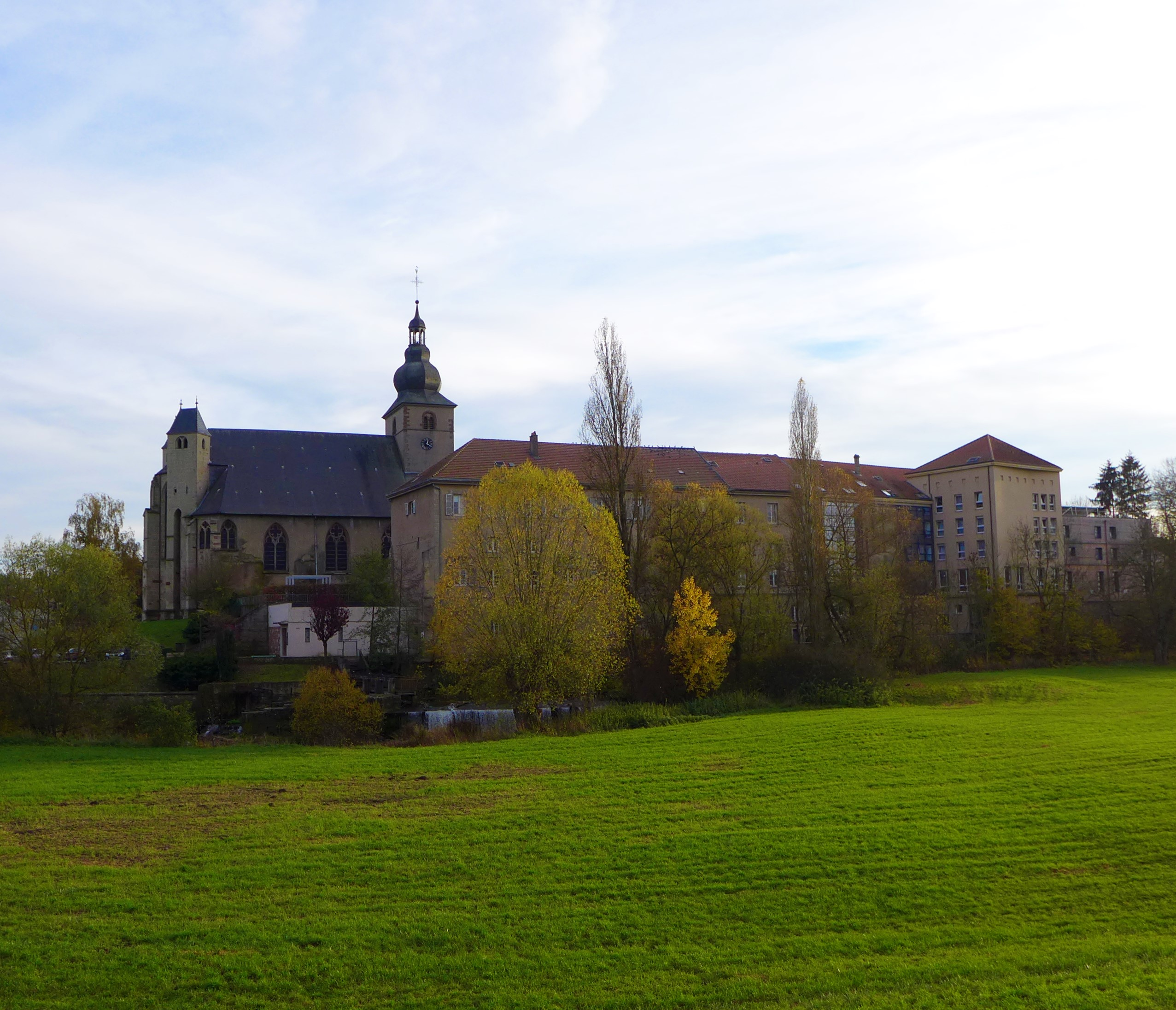
Bouzonville, Abteigebäude Heilig Kreuz am Hochufer der Nied, älteste Grablege des Hauses Châtenois

1. Gerhard II., Graf 1033, † 1044/45 aus der Familie der Matfriede; ⚭ Gisela von Oberlothringen, Tochter von Dietrich I., Graf von Bar, Herzog von Oberlothringen
  1. Adalbert, 1033 bezeugt, 1047 Herzog von Oberlothringen, X 11. November 1048 bei Thuin
  2. Gerhard, 1033 bezeugt, 1048 Herzog von Oberlothringen, † um 14. April 1070 in Remiremont; ⚭ Hadwide, † 28. Januar 1075/80
    1. Dietrich II., 1065 bezeugt, 1070 Herzog von Lothringen, 1114 Markgraf, † 30. Dezember 1115; ⚭ I 1079 Hedwig von Formbach, Tochter des Friedrich von Formbach und der Gertrud von Haldensleben, Witwe von Gebhard von Süpplingenburg, Mutter des Kaisers Lothar III.; ⚭ II 1095 Gertrud von Flandern, † 1115/26, Tochter von Tochter Robert der Friese, Graf von Flandern und Holland, Witwe von Heinrich III. Graf und Vogt von Brabant (Haus Flandern)
      1. (I) Gertrud genannt Petronilla, † 23. Mai 1144; ⚭ Florens II., Graf von Holland, † 1121 (Gerulfinger)
      2. (I) Simon I., 1115 Herzog von Lothringen, † 13./14. Januar 1139, stiftet Abtei Sturzelbronn; ⚭ Adelheid von Brabant, † 4. November kurz nach 1158, Tochter von Graf Heinrich III. und Gertrud von Flandern (Reginare)
        1. Agathe, 1130/48 bezeugt; ⚭ Rainald III., Graf von Mâcon, Graf von Burgund, † 1148/49 (Haus Burgund-Ivrea)
        2. Hadwide, 1128/49 bezeugt, ⚭ Friedrich II., Graf von Toul, 1112/42 bezeugt
        3. Matthäus I., Herzog von Lothringen, † 1176, stiftet Abtei Clairlieu; ⚭ Bertha von Schwaben, † 1194/95, Tochter von Friedrich II., Herzog von Schwaben (Staufer)
          1. Simon II., Herzog von Lothringen, † 1206; ⚭ I Agnes von Veldenz, Tochter von Gerlach I., Graf von Veldenz; ⚭ II Ida von Vienne, † 1224, Tochter von Gerald I., Graf von Mâcon und Vienne.
          2. Friedrich I., † 1206, Herr von Bitsch, Gerbéviller, Ormes, 1196 Herzog von Bitsch; ⚭ Ludmilla von Polen, † vor 1211, Tochter von Mieszko III., Fürst von Großpolen (Piasten) – Nachkommen siehe unten
          3. Matthäus, † 1208, Graf von Toul – Nachkommen, † Anfang des 14. Jahrhunderts
          4. Dietrich, † 1181, Elekt von Metz 1174–1179
          5. Alix, † 1200; ⚭ Hugo III., Herzog von Burgund, † 1192 (Älteres Haus Burgund)
          6. Judith, † 1170/3; ⚭  Stephan II. (Étienne II.), Graf von Auxonne, † nach 1173 (Haus Burgund-Ivrea)

        4. Robert, 1194 Herr zu Flörchingen (Florange), † vor 1208; ⚭ Euphemia – Nachkommen, † 1412/20

      3. (II) Dietrich, 1128 Graf von Flandern, † 1168; ⚭ Swanhilde, † 1132; ⚭ II Sibylle von Anjou, † 1165, Tochter von Fulko, König von Jerusalem
        1. (I) Lauretta, † wohl 1175; ⚭ I Iwan, Graf von Aalst, † 1145; ⚭ II Heinrich II., Graf von Limburg, † 1167; ⚭ III Raoul I. Graf von Vermandois, † 1152 (Haus Frankreich-Vermandois); ⚭ IV Heinrich IV. der Blinde, Graf von Luxemburg, † 1196
        2. (II) Philipp I.,  Graf von Vermandois und Flandern, Regent von Frankreich, † 1191; ⚭ I Mabile, Gräfin von Vermandois, Valois etc., † 1183, Tochter von Graf Raoul I. (Haus Frankreich-Vermandois); ⚭ II Mathilde (Therese) von Portugal, † 1218, Tochter von Alfons I., König von Portugal
          1. Dietrich von Flandern (unehelich) 1197/1207 bezeugt, Prätendent von Zypern; ⚭ NN, genannt „La Damsel de Chypre“, † nach 1204, Tochter von Isaakios Dukas Komnenos, Kaiser auf Zypern

        3. (II) Matthäus, † 1173, Graf von Boulogne; ⚭ I Marie de Boulogne, Tochter von Stephan von Blois, König von England (Haus Blois); ⚭ II Eleonore von Vermandois, † nach 1221, Tochter von Graf Raoul I.
          1. Ida, † 1216 Gräfin von Boulogne; ⚭ I Matthäus, 1194 bezeugt; ⚭ II Gerhard von Geldern, † kurz vor 1181; ⚭ III Berthold IV., Herzog von Zähringen, † 1186; ⚭ IV Renaud Graf von Dammartin und Boulogne, † 1227 (Haus Mello)
          2. Mathilde, † um 1211; ⚭ Heinrich I., Herzog von Brabant, † 1235

        4. (II) Peter, † 1176, 1167 Elekt von Cambrai, Graf von Nevers; ⚭ Mathilde von Burgund, † 1192, Tochter von Raimund, Witwe von Eudes III. von Issoudun und Guido, Graf von Nevers, heiratet in vierter Ehe Robert II., Graf von Dreux.
          1. Sibylle, † nach 1236, Erbin von Saint-Vaast, Lillers und Vladslo; ⚭ Robert I. de Wavrin, Seneschall von Flandern, † 1192/97

        5. (II) Gertrude; ⚭ I Humbert III. Graf von Savoyen, † 1189; ⚭ II Hugues III. d’Oisy, † vor 1182
        6. (II) Margarete I., † 1194, Gräfin von Flandern; ⚭ I Raoul II., Graf von Vermandois; ⚭ II Balduin V., Graf von Hennegau, Markgraf von Namur, Graf von Flandern, † 1195
        7. (II) Mathilde, Äbtissin von Fontevrault

      4. (II) Heinrich, † 7. Juni 1165, Bischof von Toul 1127–1165

    2. Gerhard I., 1073 Graf von Vaudémont – Nachkommen † 1346
    3. Gisela, um 1079/1114 Äbtissin von Remiremont
    4. Beatrix, 1102/17 bezeugt; ⚭ Stephan I. Tollkopf, Graf von Vienne und Mâcon, † 1102 (Haus Burgund-Ivrea)

  3. Oda, 1048/70 Äbtissin von Remiremont

### Friedrich I. bis Friedrich IV.
1. Friedrich I., † 1206, Herr von Bitsch, Gerbéviller, Ormes, 1196 Herzog von Bitsch; ⚭ Ludmilla von Polen, † vor 1211, Tochter von Mieszko III., Fürst von Großpolen (Piasten) – Vorfahren siehe oben
  1. Friedrich II. (Ferry), Herzog von Lothringen, † 1213; ⚭ Agnes von Bar, Tochter von Theobald I., Graf von Bar und Graf von Luxemburg, † 1226 (Haus Scarponnois)
    1. Theobald I., Herzog von Lothringen, † 1220; ⚭ I Gertrud von Dagsburg, † vor 1225, Tochter von Graf Albrecht II.
    2. Matthäus II., Herzog von Lothringen, † 1251; ⚭ Katharina von Limburg, † 1255, Tochter von Herzog Walram IV. und Emesinde, Gräfin von Luxemburg
      1. Friedrich III. (Ferry), Herzog von Lothringen, † 1303; ⚭ Margarete von Champagne, † 1307, Tochter von Theobald I. König von Navarra, Graf von Champagne (Haus Blois)
        1. Matthäus, † 1282; ⚭ Alix von Bar, Tochter von Graf Theobald II., † 1307 (Haus Scarponnois)
        2. Theobald II., Herzog von Lothringen, † 1312; ⚭ Isabelle de Rumigny, † nach 1325, Tochter von Hugues II.
          1. Friedrich IV. (Ferry), Herzog von Lothringen, † 1329; ⚭ Isabella von Österreich, † 1353, Regentin von Lothringen 1329–1331, Tochter von König Albrecht I. (Habsburg) – Nachkommen siehe unten
          2. Matthäus, † wohl 1330, Herr von Warsberg, Darney, Boves und Blainville; ⚭ Mathilde de Dampierre, † nach 1331, Tochter von Robert de Béthune, Graf von Flandern (Haus Dampierre)
          3. Hugo, † nach 1337, Herr von Rumigny, Martigny und Aubenton
          4. Margareta, † 1348/49; ⚭ I Guy de Dampierre, Graf von Seeland, † 1311 (Haus Dampierre)

        3. Friedrich (Ferry), † 1299, vor 1280 Elekt von Auxerre, 1296 Elekt von Metz, 1297–1299 Bischof von Orléans
        4. Friedrich (Ferry), † 1317/20, Herr von Plombières, Romont und Brémoncourt – Nachkommen † um 1320
        5. Isabelle, † 1335; ⚭ Ludwig III., Herzog von Bayern, † 1290 (Wittelsbacher)
        6. Katharina, † nach 1316; ⚭ Konrad II. Graf von Freiburg, † 1350
        7. Agnes, ⚭ Jean II. d’Harcourt, genannt Le Preux, Marschall von Frankreich, Admiral von Frankreich, † 1302
        8. Johann von Lothringen (unehelich) genannt Jean de Neuviller und Jean de Toul, † 1295 – Nachkommen † um 1400

      2. Isabella, † 1266; ⚭ I Wilhelm IV. von Vienne, † 1255 (Haus Burgund-Ivrea); ⚭ II Johann I. von Chalon, Graf von Auxerre, † 1307 (Haus Chalon)

    3. Jakob, † 1260, 1239–60 Bischof von Metz
    4. Reinald, † 1274, Herr von Stenay und Bitsch, Graf von Blieskastel; ⚭ Elisabeth Gräfin von Blieskastel, † 1273, Tochter von Graf Heinrich
    5. Laurette; ⚭ Simon III., Graf von Saarbrücken, † vor 1240
    6. Alix, † 1242; ⚭ Werner I. Graf von Kyburg, † 1228;

  2. Matthäus, † 1217, 1198/um 1107 Elekt von Toul
  3. Heinrich, Herr von Bayon – Nachkommen † 1667
  4. Dietrich, Herr von Autigny (Thierry le Diable) – Nachkommen: das Haus Chasteler und das Haus du Châtelet
  5. Philipp, † vor 1240, Herr von Gerbéviller
  6. Judith, † nach 1242; ⚭ Heinrich III. Graf von Salm, †  1246 (Wigeriche)
  7. Kunigunde, † vor 1213; ⚭ Walram IV., Herzog von Limburg, † 1226
  8. Hedwig, † nach 1228; ⚭ Heinrich I., Graf von Zweibrücken, † 1228
  9. Tochter, 1209–1233 Äbtissin von Remiremont
  10. Agathe, † 1242, 1232 Äbtissin von Remiremont

### Friedrich IV. bis René II.
1. Friedrich IV. (Ferry), Herzog von Lothringen, † 1329; 
⚭ Isabella von Österreich, † 1353, Regentin von Lothringen 1329–1331, Tochter von König Albrecht I. (Habsburg) – Vorfahren siehe oben
  1. Rudolf (Raoul), Herzog von Lothringen, † 1346 in der Schlacht bei Crécy; 
⚭ I Aliénor von Bar, † 1333, Tochter von Eduard I., Graf von Bar (Haus Scarponnois); 
⚭ II Marie de Châtillon, genannt Marie de Blois, † 1363, Regentin von Lothringen 1346, Tochter von Guy I. de Châtillon, Graf von Blois und Dunois (Haus Châtillon)
    1. (II) Johann I., Herzog von Lothringen, † 1390; 
⚭ Sophie von Württemberg, † 1369, Tochter von Eberhard II. der Greiner, Graf von Württemberg (Haus Württemberg)
      1. Karl II.[1], Herzog von Lothringen, † 1431; ⚭ Margarete von der Pfalz, † 1434, Tochter von König Ruprecht (Wittelsbacher)
        1. Isabella, † 1453; ⚭ René d’Anjou, † 1480, Graf von Guise, Graf von Bar, Herzog von Lothringen etc. (Jüngeres Haus Anjou)
        2. Katharina, † 1439; ⚭ Jakob I. Markgraf von Baden, † 1453 (Zähringer)
        3. Ferry de Lorraine (Mutter: Alison du May) † 1453/56, Herr von Villacourt, Vaxoncourt, Pallegney und Zincourt – Nachkommen † nach 1717
        4. Jean Bâtard de Lorraine (Mutter: Alison du May) † wohl 1460, Herr von Darnieulles – Nachkommen † 1546

      2. Friedrich (Ferry) I., X 1415 in der Schlacht von Azincourt, Herr von Rumigny, Boves, Aubenton, 1394 Graf von Vaudémont; 
⚭ Margarete von Joinville, 1415 Gräfin von Vaudémont, † 1417, Tochter von Henri, Sire de Joinville; – Nachkommen siehe Haus Vaudémont
      3. Isabelle, † nach 1423; ⚭ Enguerrand VII. de Coucy, Earl of Bedford, Graf von Soissons, † 1397 (Haus Gent)

    2. (unehelich) Aubert Bâtard de Lorraine, 1346/1406 bezeugt – Nachkommen die Herren von Essey, † nach 1474

  2. Margarete, † nach 1376; 
⚭ I Jean de Chalon, Herr von Auberive, † 1360 (Haus Burgund-Ivrea); 
⚭ II Konrad Graf von Freiburg, Herr von Romont, † vor 1362; 
⚭ III Ulrich IV. Herr von Rappoltstein, † 1377